# ロスウェル・L・ギルパトリック
ロズウェル・レビット・ギルパトリック（Roswell Leavitt Gilpatric, 1906年11月4日 - 1996年3月15日）は、アメリカ合衆国の政治家、弁護士、官僚。ジョン・F・ケネディ及びリンドン・ジョンソン政権にて第10代アメリカ合衆国国防副長官を務めた。

## 経歴
1906年11月4日にニューヨーク州ニューヨークのブルックリン区に誕生する。1961年春、ジョン・F・ケネディ政権で設置されたベトナムに関する特別委員会に任命され、ベトナム政策の再検討作業に関わった。また、1964年には核拡散に関する特別対策本部の議長を務めた。